# Palacole
Palacole é uma cidade e um município no distrito de West Godavari, no estado indiano de Andhra Pradesh.

## Demografia
Segundo o censo de 2001, Palacole tinha uma população de 57 171 habitantes. Os indivíduos do sexo masculino constituem 50% da população e os do sexo feminino 50%. Palacole tem uma taxa de literacia de 74%, superior à média nacional de 59,5%: a literacia no sexo masculino é de 79% e no sexo feminino é de 70%. Em Palacole, 11% da população está abaixo dos 6 anos de idade.